# یواس‌اس هندرسون (دی‌دی-۷۸۵)
یواس‌اس هندرسون (دی‌دی-۷۸۵) (به انگلیسی: USS Henderson (DD-785)) یک کشتی است که طول آن ۳۹۰ فوت ۶ اینچ (۱۱۹٫۰۲ متر) می‌باشد. این کشتی در سال ۱۹۴۵ ساخته شد.